# The Facts of Death
The Facts of Death är en bok av Raymond Benson från 1997, som ingår i den officiella James Bond-serien. Det var den tredje James Bond-boken i Bensons serie böcker om Bond (inklusive adaptionen av Bond-filmen Tomorrow Never Dies).

## Handling
James Bond sänds att utreda en serie mystiska mord. Bakom morden ligger organisationen Decada ledda av matematikern Konstantine Romanos, med konflikten mellan Grekland och Cypern som motivation. Intrigen tar en ny vändning när Romanos dödas av Hera Volopoulos, en av Decadas medlemmar som har en egen agenda.